# Antonio Rigorini
Antonio Rigorini (Torino, 21 gennaio 1909 – Torino, 11 luglio 1997) è stato un grafico e pittore italiano.

## Biografia
Si è dedicato a svariate attività artistiche, attingendo da modelli di gusto classico appresi nello studio del padre, Luigi Rigorini; Ne sono prova l'estesa produzione di lavori grafici e pubblicitari degli anni '30 e '40, la realizzazione di giochi di società, la decorazione di mobili ed oggetti d'arredo progettati ed in altri casi solo decorati e la sua principale opera di pittore da cavalletto.
L'attività di conservazione e di restauro di dipinti antichi ha assunto, con il passare degli anni, sempre maggior connotazione e rilevanza.
Ha restaurato preziose opere per la sopraintendenza di Torino custodite a Palazzo Madama e Galleria Sabauda, per la Fondazione Pietro Accorsi e per antiquari e collezionisti.

## Illustrazioni, opere grafiche e pubblicitarie
- Serie copertine quaderni (Carteria Italiana)
- Almanacchi

(per Nivea, Sutter, Società Reale, Necchi, Torre in Pietra, Ass. Levant, RAS, Concerie Riunite, Lievito Vulcania, Torrone Vergani, Macchine agricole Martinelli).
- Lavori Pubblicitari

(per Ciba, Galbani, Venchi Unica Talmone, Elah, Bianca, Sutter, Acqua San Bernardo, lana Marzotto, Tessuti Wild, Sipe Prodotti Esplodenti, Concorso Ippico Piazza di Siena, Cartine Liebig, Cartolina Anno Santo 1950).